# Mammillaria schiedeana
Mammillaria schiedeana là một loài thực vật có hoa trong họ Cactaceae. Loài này được Ehrenb. ex Schltdl. mô tả khoa học đầu tiên năm 1838.

## Hình ảnh

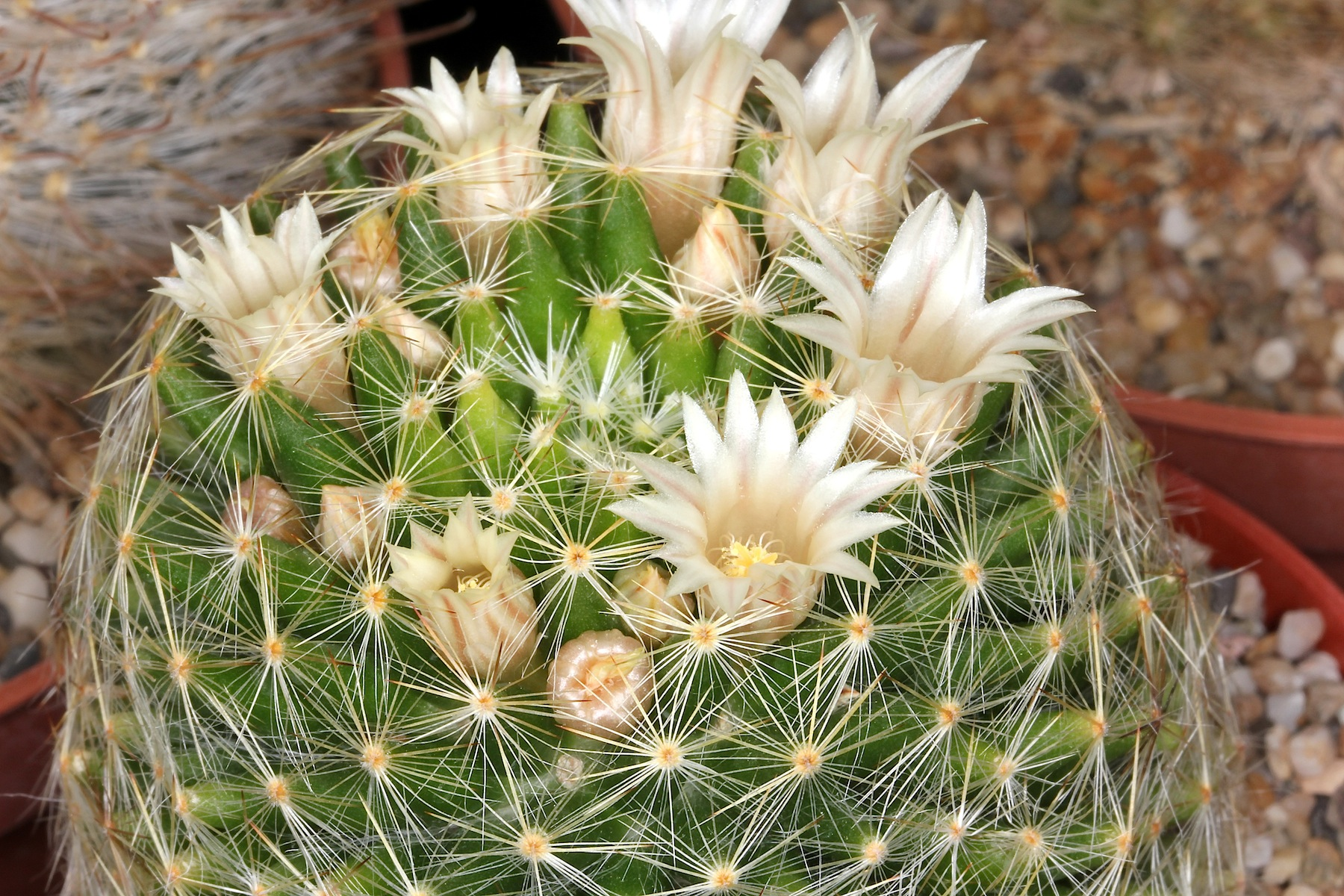
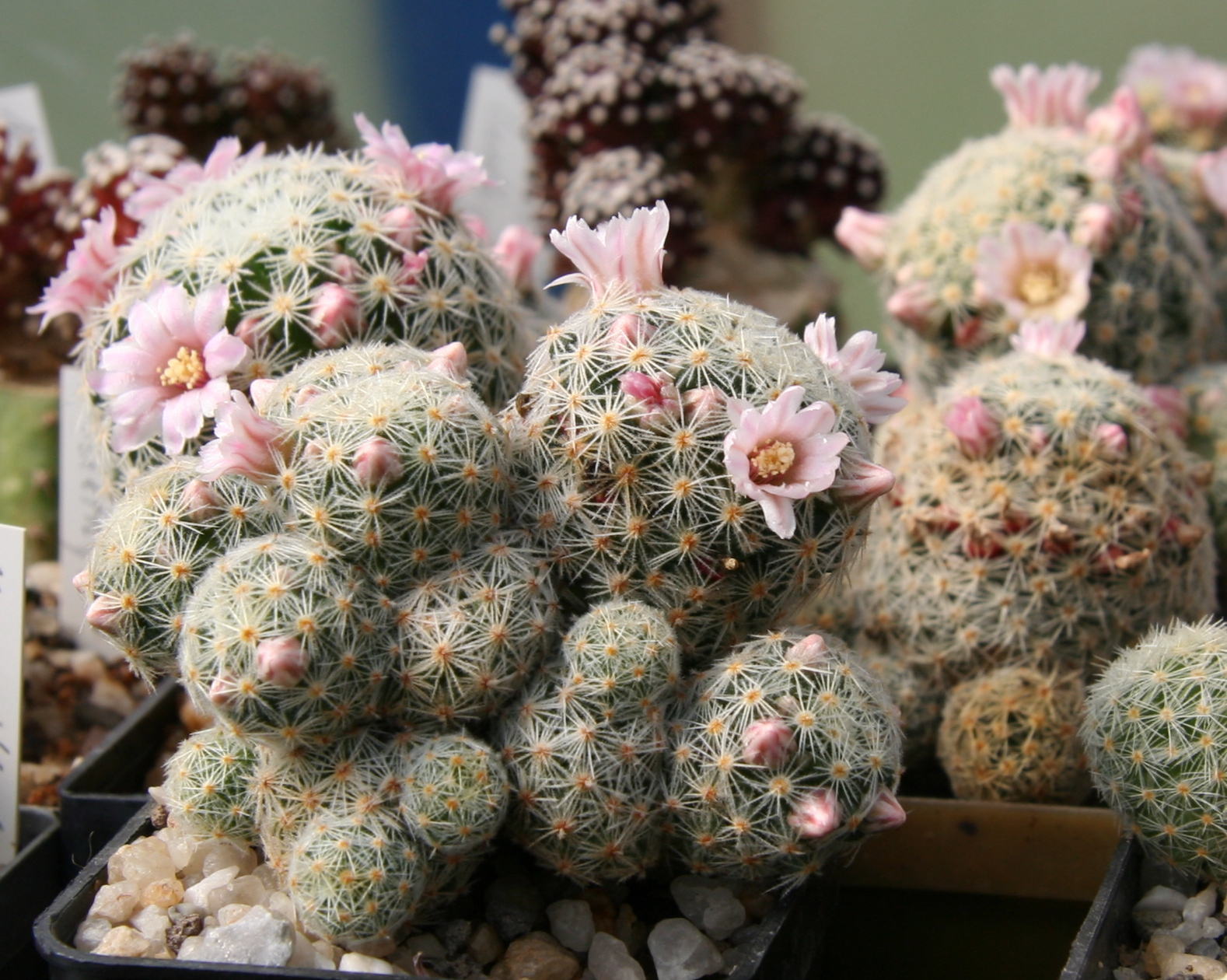
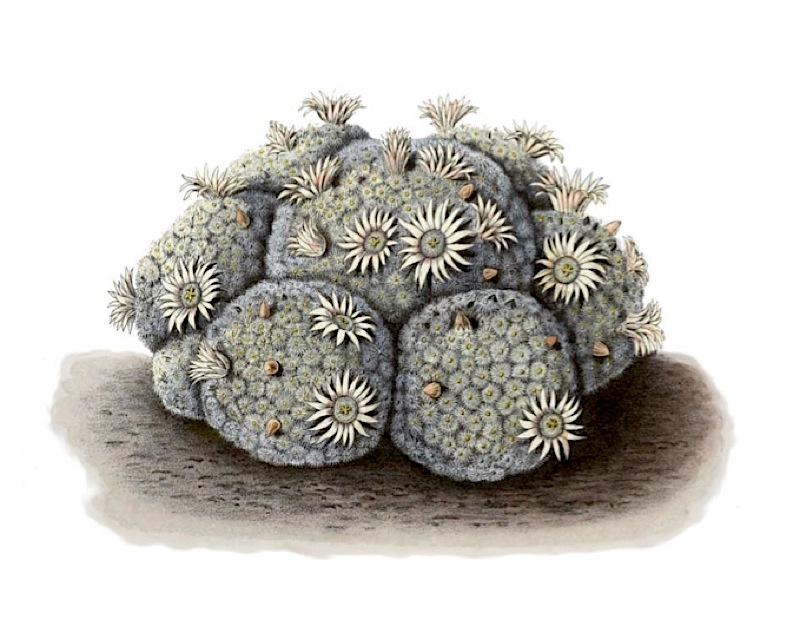
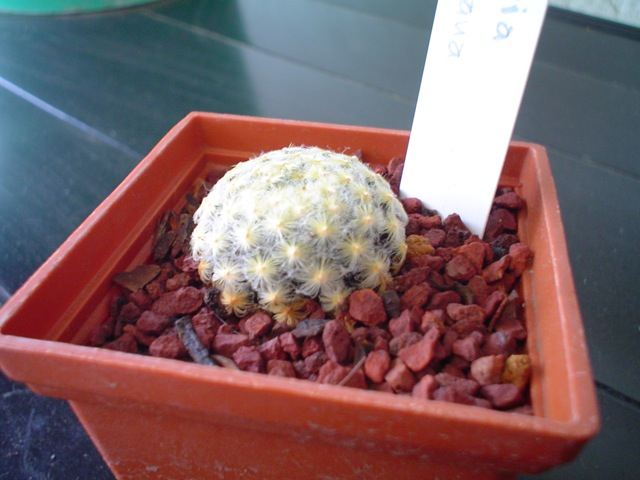
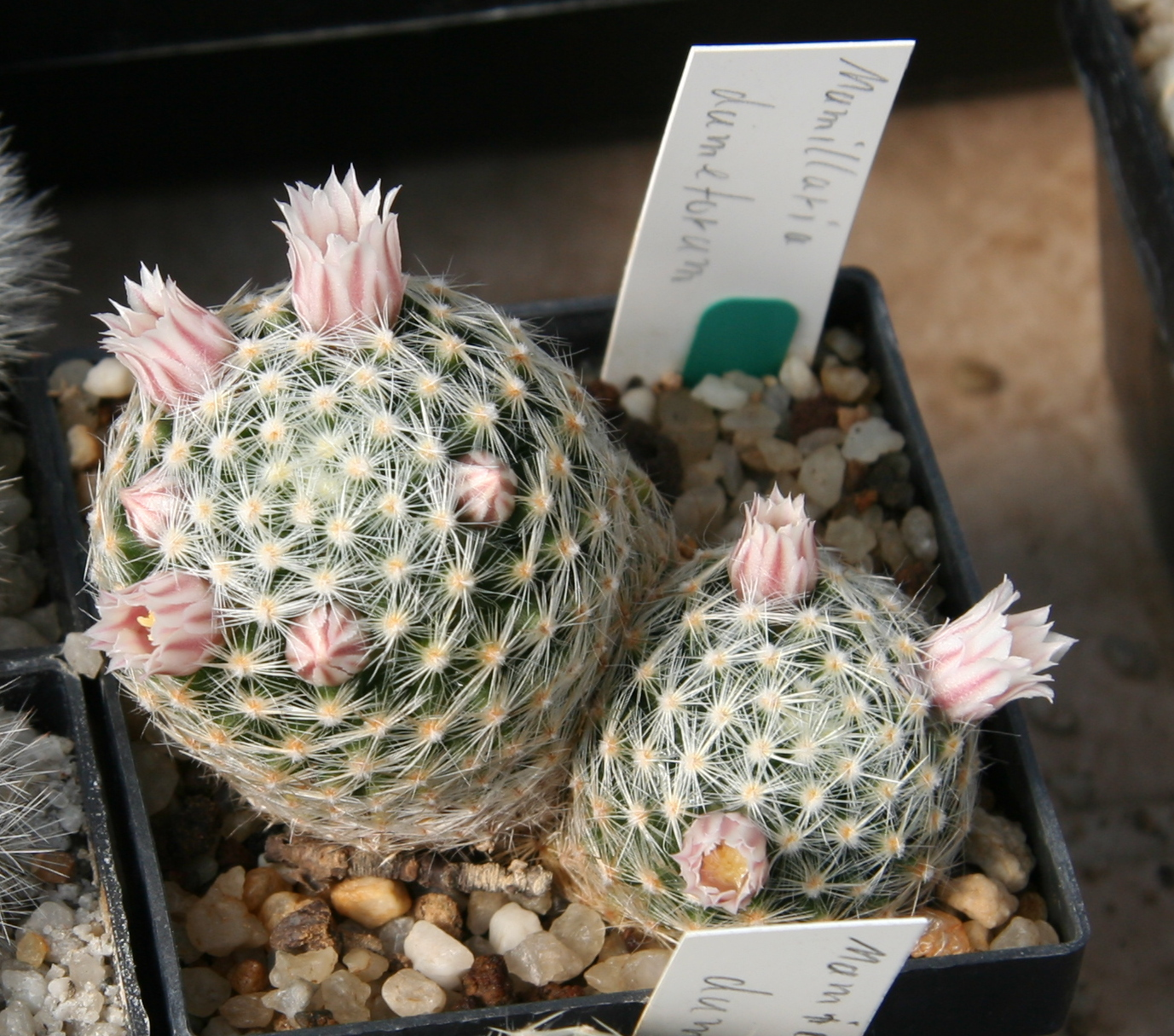